# Xã Roosevelt, Quận Crow Wing, Minnesota
Xã Roosevelt (tiếng Anh: Roosevelt Township) là một xã thuộc quận Crow Wing, tiểu bang Minnesota, Hoa Kỳ. Năm 2010, dân số của xã này là 601 người.